# Ernest François Lefèvre
Ernest François Lefèvre (Le Havre, 15 agosto 1833 – Parigi, 9 novembre 1889) è stato un politico e avvocato francese.
Deputato all'Assemblea nazionale dal 1881 al 1889, per pochi giorni fece anche parte del Consiglio della Comune di Parigi.

## Biografia
Avvocato repubblicano, fu oppositore del Secondo Impero e redattore e direttore responsabile del quotidiano Le Rappel. Dopo la proclamazione della Repubblica, fu eletto il 26 marzo 1871 al Consiglio della Comune, ma si dimise dopo pochi giorni, essendo favorevole a un accordo con il governo di Versailles.
Nel 1875 fu consigliere municipale di Parigi e nel 1881 fu candidato radicale del I arrondissement di Parigi eletto all'Assemblea Nazionale. Fu favorevole alla separazione tra Stato e Chiesa e all'elezione diretta dei magistrati, mentre fu contrario alla spedizione coloniale in Cina.
Amico di Victor Hugo, fu uno dei suoi esecutori testamentari. Fu rieletto all'Assemblea Nazionale del 1885 e si oppose alla restrizione della libertà di stampa e al movimento boulangista, contro il quale chiese l'intervento della magistratura.